# Diatora albiscapus
Diatora albiscapus là một loài tò vò trong họ Ichneumonidae.